# ريغان رايلي
ريغان رايلي (بالإنجليزية: Regan Riley)‏ هو لاعب كرة قدم بريطاني في مركز الوسط، ولد في 2002 في إنجلترا في المملكة المتحدة. لعب مع بولتون واندررز.